# Škofija New Westminster
Škofija New Westminster je bivša rimskokatoliška škofija s sedežem v New Westminstru (Kanada).

## Škofje
- Pierre-Paul Durieu (2. september 1890-1. junij 1899)
- Augustin Dontenwill (1. junij 1899-21. september 1908)